# 미나미이소촌
미나미이소촌(南磯村)은 아키타현 미나미아키타군에 설치되었던 촌이다.